# Helmer Enwall
Nils Helmer Verner Enwall, född 3 mars 1889 i Norrköping, död 14 augusti 1974 i Engelbrekts församling i Stockholm, var en svensk impressario.
Helmer Enwall var son till litografen Axel Lundqvist och Emma Kristina Enwall. Han arbetade först som skådespelare och var anställd vid Knut Lindroths teatersällskap. 1918 lämnade han skådespeleriet och övergick till impressarioverksamhet. År 1917 blev han VD vid Konsertbolaget i Stockholm. Enwall kom starkt att bidra till bolagets utveckling till ett framgångsrikt bolag och knöt kontakter med en mängd internationella erkända musikartister. Även om musikartister var hans främsta område förmedlade han även gästspel för teaterskådespelare, dansare och uppläsningar av vetenskapliga föredrag. Enwall försökte även upptäcka och lansera nya namn, de främsta bland hans artister torde vara Jussi Björling och Marian Anderson. Han är gravsatt på Norra begravningsplatsen utanför Stockholm.